# Neogrády Antal (festő, 1861–1942)
Nógrádi Neogrády Antal, Nógrády (Galsa, 1861. június 8. – Alag, 1942. december 19.) magyar festő, főiskolai tanár, Neogrády László festőművész édesapja, Neogrády Antal festő és díszlettervező nagyapja.

## Életútja
Tanulmányait Budapesten a Mintarajziskolában, Greguss János keze alatt kezdte, majd Münchenben, Paul Nauen rajziskolájában, 1886-tól pedig a Müncheni Képzőművészeti Akadémián folytatta. 1887-ben a müncheni akadémia már megvásárolta egy rajzát. 1894-ben egy akvarell-sorozatával Esterházy-díjat nyert. 1893-tól egészen 1931-ig a budapesti Képzőművészeti Főiskolán az akvarellfestészetet tanította. A vízfestés és a gouache mellett olajfestményeket is alkotott, illusztrációkat is készített. Kiállítása volt 1904-ben Budapesten és 1908-ban Aradon.
Művei a Magyar Nemzeti Galériában is megtekinthetők.

## Galéria

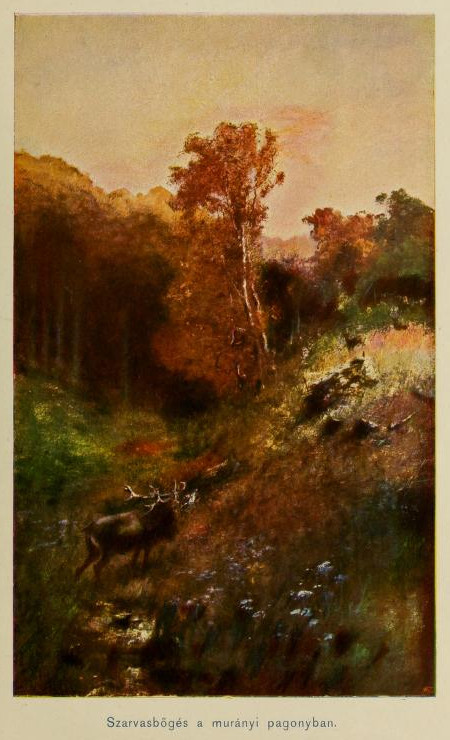
Szarvasbőgés a murányi pagonyban
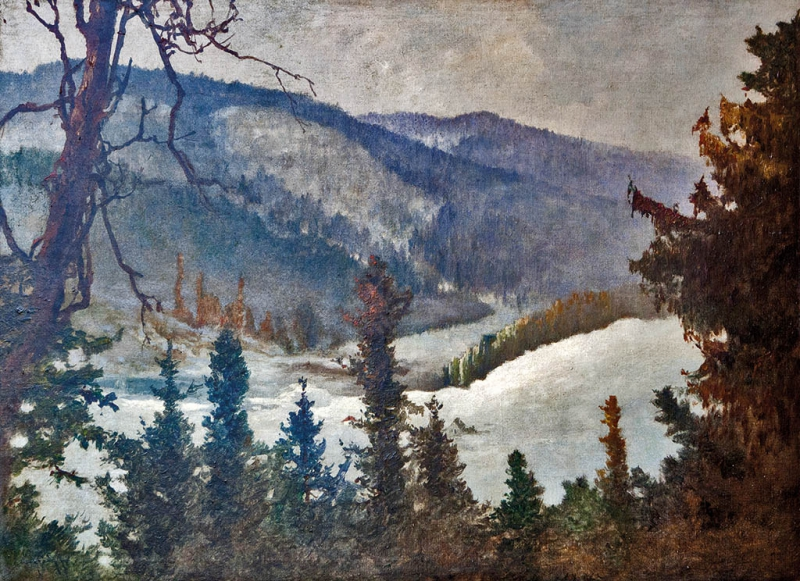
Reggel a Magas-Tátrában
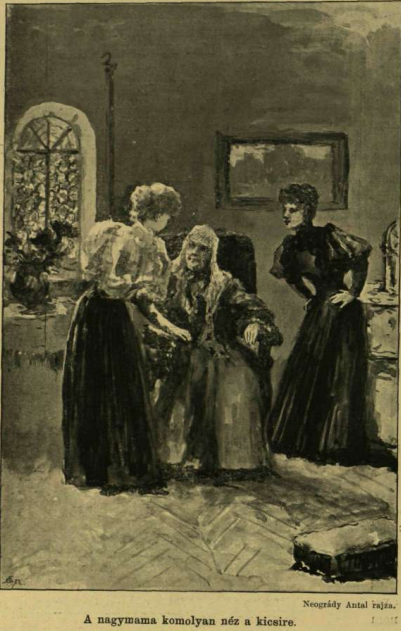
Illusztráció Gyarmathy Zsigáné Zúdorék c. könyvéhez